# Altenhof (Mecklenburg)
Altenhof település Németországban, Mecklenburg-Elő-Pomeránia tartományban. Lakosainak száma 346 fő (2023. december 31.).

## Népesség
A település népességének változása:
| Lakosok száma | 375  | 360  | 345  | 353  | 357  | 346  |
|               | 2014 | 2017 | 2019 | 2021 | 2022 | 2023 |